# 雅布利讷
雅布利讷（法語：Jablines，法語：[ʒablin] ⓘ）是法国塞纳-马恩省的一个市镇，位于该省西北部，马恩河左岸，属于托尔西区。

## 地理
雅布利讷（48°55'4"N, 2°45'45"E）面积8.04 平方千米，位于法国法蘭西島大區塞纳-马恩省，该省份为法国北部内陆省份，北起瓦兹省，西接埃松省、马恩河谷省、塞纳-圣但尼省和瓦兹河谷省，南至卢瓦雷省，东南接约讷省，东临马恩省和奥布省，东北接埃纳省。
与雅布利讷接壤的市镇（或旧市镇、城区）包括：马恩河畔普雷西、特里尔巴杜、马恩河畔阿内、沙利费尔、当马尔、马恩河畔弗雷讷、莱什。
雅布利讷的时区为UTC+01:00、UTC+02:00（夏令时）。

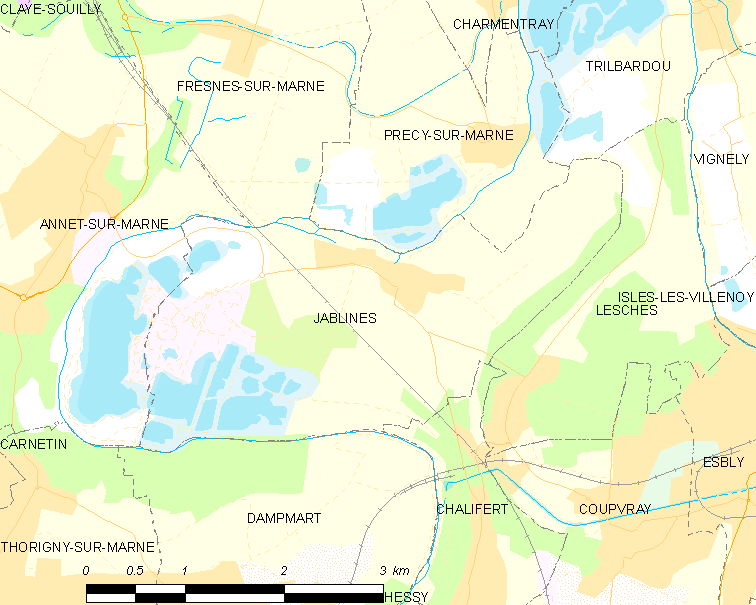
雅布利讷的OSM定位图

## 行政
雅布利讷的邮政编码为77450，INSEE市镇编码为77234。

## 政治
雅布利讷所属的省级选区为马恩河畔拉尼县。现任雅布利讷市长为让-米歇尔·巴拉（Jean-Michel Barat）先生，任期为2020-2026年。

## 交通
塞纳-马恩省省道D45线和D45A线经过雅布利讷境内。马恩拉瓦莱城市公共交通下属的14路、15路和24路公交车经过境内。

## 人口

1962-2008年间雅布利讷人口变化图示

雅布利讷于2022年1月1日时的人口数量为665人。

## 景点
雅布利讷境内有水上公园，每年夏季开放。